# Vandeleuria nilagirica
Espèce
Synonymes
- Mus nilagiricus Jerdon, 1867[1]

Statut de conservation UICN

 EN B1ab(iii)+2ab(iii) : En danger
Répartition géographique
Vandeleuria nilagirica est une espèce de rongeurs de la famille des Muridae, du genre Vandeleuria, endémique d'Inde. L'Union internationale pour la conservation de la nature la considère comme « en danger » sur sa liste rouge.

## Distribution
L'espèce est endémique de la partie septentrionale du massif des Ghâts occidentaux dans le Sud de l'Inde.

## Menaces
L'Union internationale pour la conservation de la nature la distingue comme espèce « en danger » (EN) sur sa liste rouge.

## Publication originale
- T. C. Jerdon, The mammals of India : a natural history of all the animals known to inhabit continental India (œuvre écrite), Inconnu, 1867, [lire en ligne].